# RV & AV Excelsior in het seizoen 1972/73
Het seizoen 1972/1973 was het 19e jaar in het bestaan van de Rotterdamse betaaldvoetbalclub Excelsior. De club kwam uit in de Eredivisie en eindigde daarin op de 17e plaats, dit betekende dat de club rechtstreeks degradeerde naar de Eerste divisie. Tevens deed de club mee aan het toernooi om de KNVB Beker, hierin werd in de derde ronde verloren van PSV (1–3).

## Wedstrijdstatistieken

### Eredivisie
|       | Ajax  | FC Amsterdam | AZ '67 | FC Den Bosch '67 | Feyenoord | Go Ahead Eagles | FC Groningen | FC Den Haag-ADO | Haarlem | MVV   | NAC   | N.E.C. | PSV   | Sparta | Telstar | FC Twente '65 | FC Utrecht |
| ----- | ----- | ------------ | ------ | ---------------- | --------- | --------------- | ------------ | --------------- | ------- | ----- | ----- | ------ | ----- | ------ | ------- | ------------- | ---------- |
| Thuis | 0 – 1 | 2 – 3        | 1 – 0  | 4 – 1            | 1 – 6     | 0 – 2           | 0 – 0        | 0 – 2           | 0 – 1   | 0 – 0 | 2 – 0 | 1 – 1  | 2 – 3 | 0 – 4  | 1 – 1   | 0 – 0         | 0 – 3      |
| Uit   | 8 – 0 | 4 – 0        | 3 – 1  | 0 – 0            | 7 – 0     | 2 – 1           | 1 – 1        | 1 – 1           | 2 – 0   | 3 – 0 | 2 – 1 | 2 – 1  | 2 – 0 | 0 – 1  | 1 – 3   | 2 – 0         | 2 – 0      |

### KNVB Beker
| 2e ronde                                      | Excelsior                                     | 2 – 1 (1 – 1) | FC Utrecht                                                       |
| 10 december 1972 Plaats: Rotterdam Woudestein | Thijs Kwakkernaat 30' Frans van der Heide 78' |               | 7' Leo van Veen                                                  |
| 3e ronde                                      | Excelsior                                     | 1 – 3 (0 – 2) | PSV                                                              |
| 28 januari 1973 Plaats: Rotterdam Woudestein  | Chris van Moerkerken 82'                      |               | 8' Bent Schmidt Hansen 30' Willy van der Kuijlen 51' Pleun Strik |

## Statistieken Excelsior 1972/1973

### Eindstand Excelsior in de Nederlandse Eredivisie 1972 / 1973
| Stand | Gespeeld | Gewonnen | Gelijk | Verloren | Punten | Doelpunten voor | Doelpunten tegen |
| ----- | -------- | -------- | ------ | -------- | ------ | --------------- | ---------------- |
| 17e   | 34       | 5        | 8      | 21       | 18     | 24              | 70               |

### Topscorers
| #      | Naam                  | Goal |
| ------ | --------------------- | ---- |
| 1.     | Sjaak Roggeveen       | 8    |
| 2.     | Hans Bassant          | 4    |
| 3.     | Thijs Kwakkernaat     | 3    |
| 3.     | Wim Meutstege         | 3    |
| 5.     | Frans van der Heide   | 2    |
| 5.     | Reinier van der Vaart | 2    |
| 7.     | Aad den Butter        | 1    |
| 7.     | Jan Coenen            | 1    |
| Totaal | Totaal                | 24   |

| #      | Naam                 | Goal |
| ------ | -------------------- | ---- |
| 1.     | Frans van der Heide  | 1    |
| 1.     | Thijs Kwakkernaat    | 1    |
| 1.     | Chris van Moerkerken | 1    |
| Totaal | Totaal               | 3    |

## Voetnoten
Ajax ·
FC Amsterdam ·
AZ '67 ·
FC Den Bosch '67 ·
Excelsior ·
Feyenoord ·
Go Ahead Eagles ·
FC Groningen ·
FC Den Haag-ADO ·
Haarlem ·
MVV ·
NAC ·
N.E.C. ·
PSV ·
Sparta ·
Telstar ·
FC Twente '65 ·
FC Utrecht